# Pleistoanser bravardi
Pleistoanser bravardi — викопний вид гусеподібних птахів родини Качкові (Anatidae), що існував у ранньому плейстоцені в Південній Америці. Скам'янілі рештки виду знайдено у відкладеннях формації Мірамар у провінції Буенос-Айрес на сході Аргентини. Описаний по плечовій кістці та елементах крила.